# Centre des Transports (Deutsches Museum)
 (novembre 2019).
Si vous disposez d'ouvrages ou d'articles de référence ou si vous connaissez des sites web de qualité traitant du thème abordé ici, merci de compléter l'article en donnant les références utiles à sa vérifiabilité et en les liant à la section « Notes et références ».
Pour les articles homonymes, voir Musée des transports.
Le Centre des Transports est une branche du Deutsches Museum de Munich, qui y présente ses vastes collections de moyens de transport. 

## Situation géographique
Le Centre se trouve dans trois halls historiques de l'ancien centre des expositions de Munich, sur la Theresienhöhe (au 5, Bavariapark). 

## Exposition

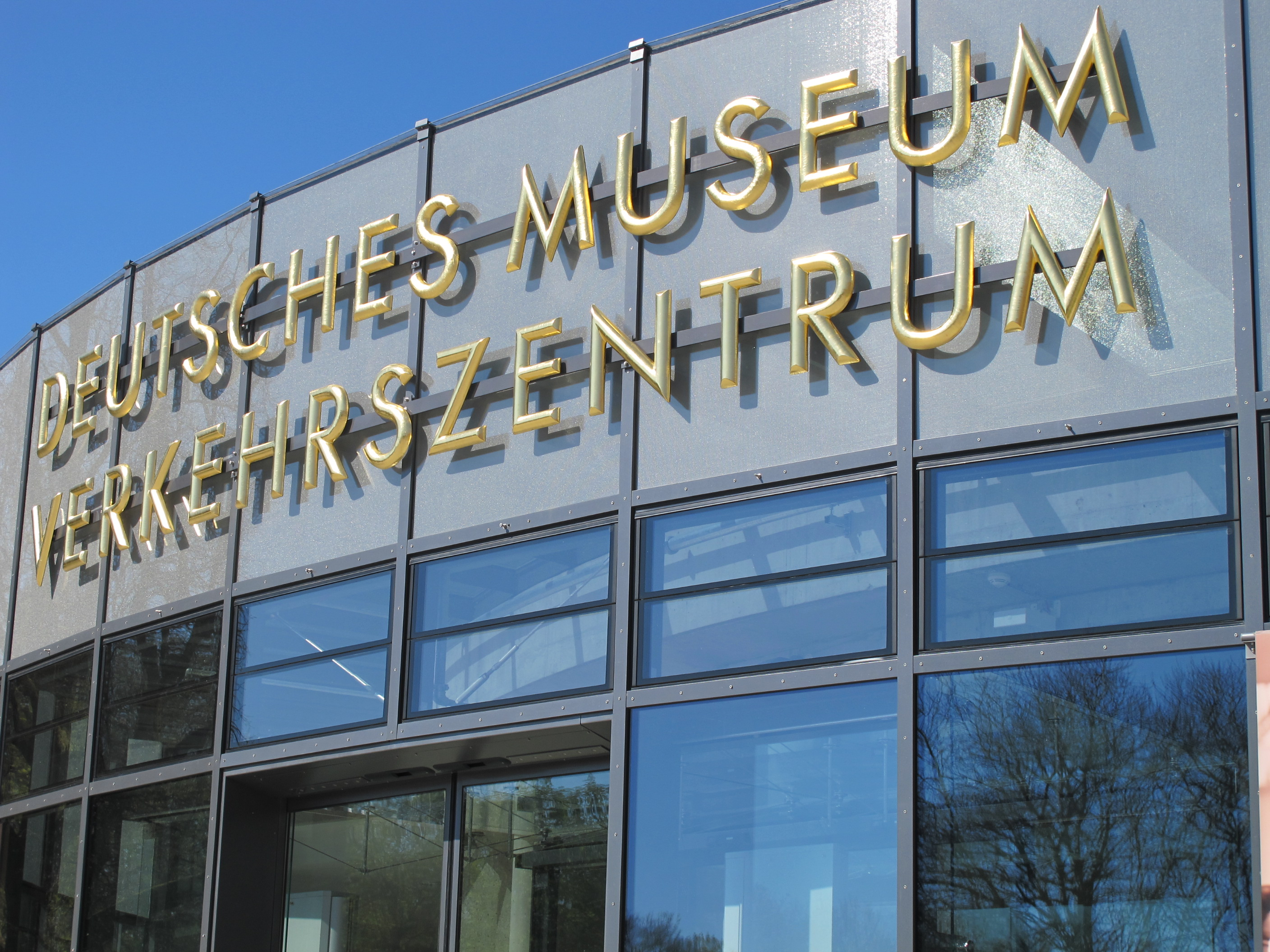
Affichage au-dessus de l'entrée principale

Le Centre des Transports affiche des expositions sur les transports et la mobilité. Il a été ouvert en mai 2003 avec le Hall III Mobility and Technology, suivi en octobre 2006 par le Hall I Stadtverkehr et enfin le Hall II Kultur der Reisens. En octobre 2011, après deux ans de construction, le hall d'entrée nouvellement construit avec des bureaux adjacents, une petite salle de conférence, l'accueil des visiteurs, la billetterie et le magasin du musée a été ouvert. 
Sur 12.000 mètres carrés  sont exposés de nombreux véhicules, y compris les véhicules automobiles, locomotives, voitures particulières, vélos et tramways indiqués. Les expositions sont structurées par thèmes et ont pour objectif de présenter les moyens de transport de manière conceptuelle sous forme de réseau et dans tous ses contextes économiques, politiques et sociaux. L'exposition permanente montre: 
- Circulation urbaine (Hall I)
- Voyage (Hall II)
- Mobilité et technologie (Hall III)

Le hall III marque également une étape importante dans l’histoire de la technologie: le véhicule automobile breveté numéro 1 de Benz, la première automobile moderne au monde à moteur à combustion interne construite en 1886. 
En outre, le musée présente des expositions spéciales. Le centre coopère avec le Lokwelt Freilassing, un musée du chemin de fer situé dans un musée Rundlokschuppen classé à Freilassing. Il s'y montre plus de locomotives que l'inventaire du Deutsches Museum. 

## Salles d'exposition

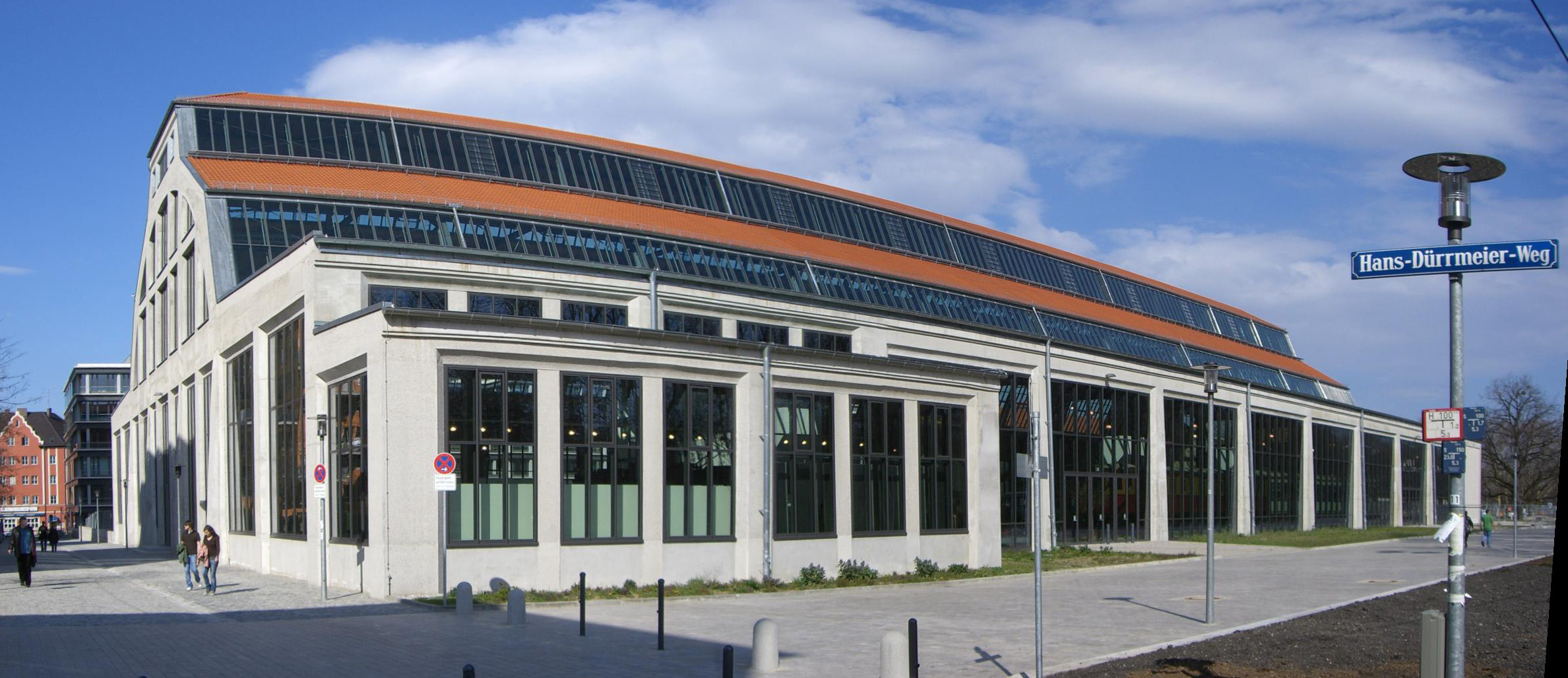
Hall I

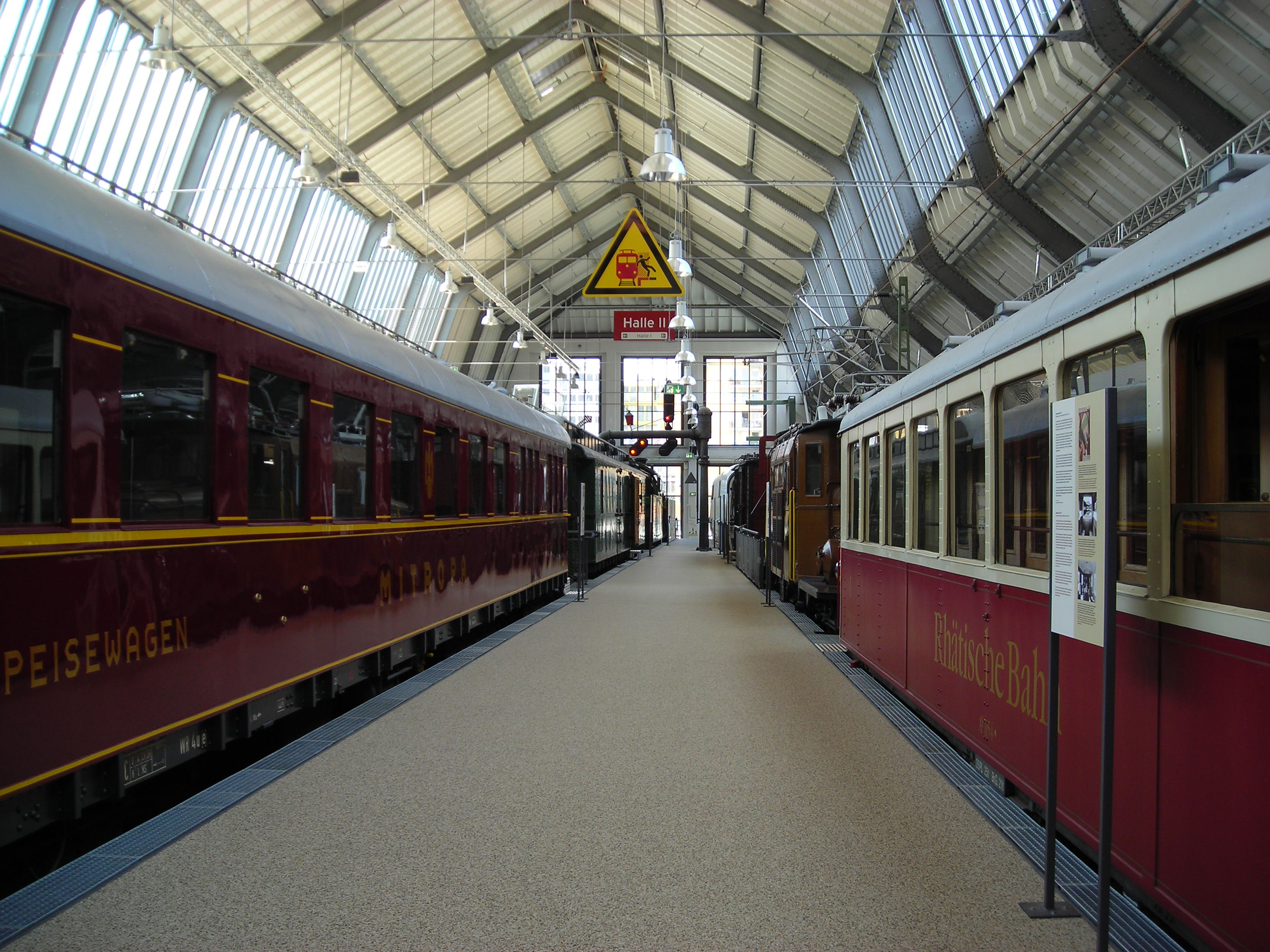
Hall II

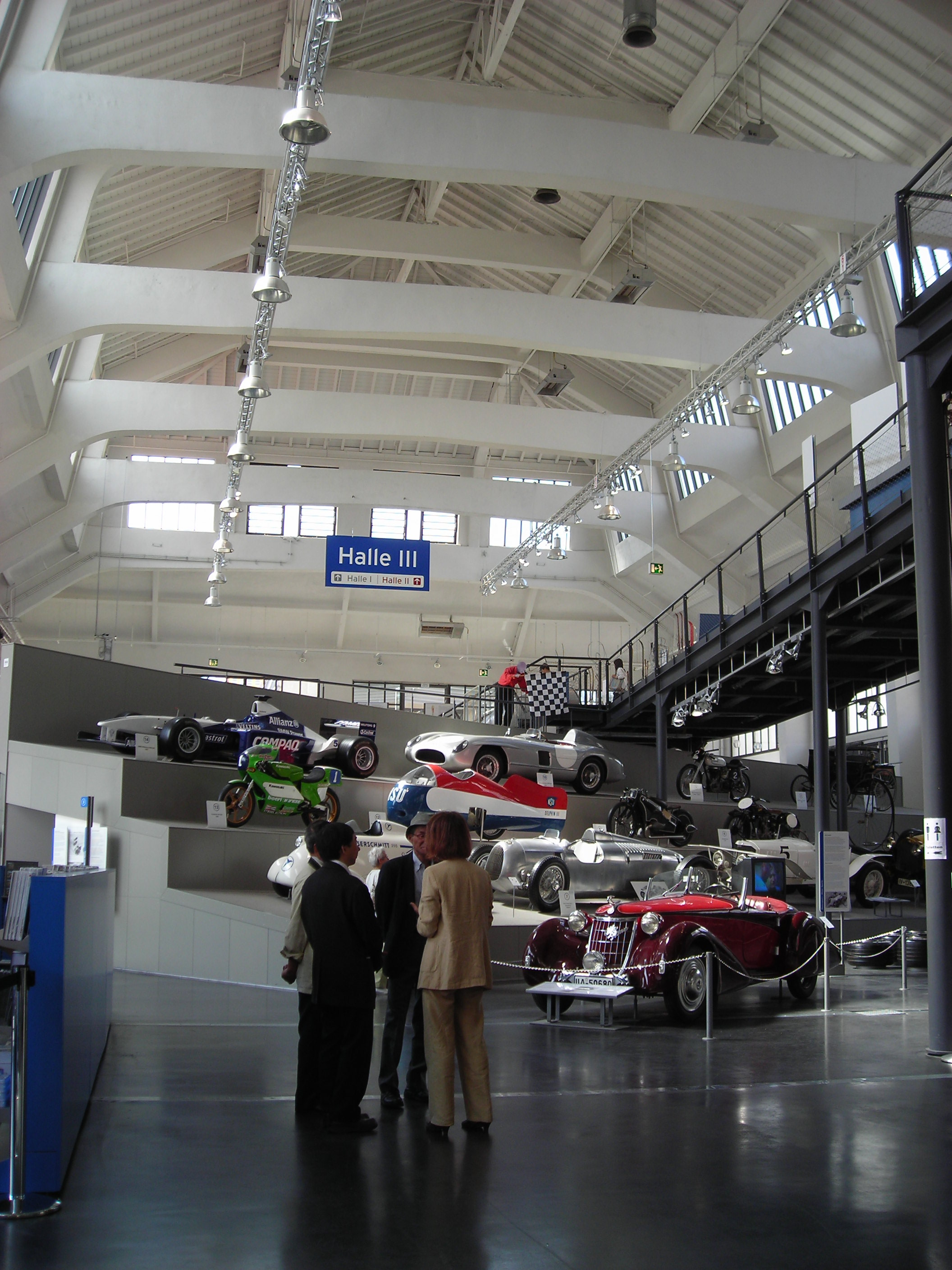
Hall III

Les trois Halls d'expositions ont été conçus en 1906 par Wilhelm Bertsch, construits à partir de 1907, et ont ouvert le 16 mai 1908 dans le cadre de la foire de Munich. Ce sont des bâtiments en béton armé, destinés aux contemporains sous des formes simples. Aujourd'hui, ce sont des monuments culturels protégés par la loi bavaroise sur la protection des monuments .  
Dans le Hall I d'aujourd'hui, le New Music Festhalle d'alors, eut lieu le 12 septembre 1910, la première mondiale de la Symphonie n°8 exécutée par Gustav Mahler. S'y déroula également en 1936, un tournoi d’échecs pour les équipes nationales. 

## Liens Web
- Site officiel du centre des transports
- Histoire de l'ancien parc des expositions
- L'histoire centenaire des halls d'exposition historiques de Munich. Exposition spéciale 2008
- Nouvelle porte à l'ancienne tôle